# فیلیپ بوسان
فیلیپ بوسان (فرانسوی: Philippe Beaussant‎) زادهٔ ۶ مهٔ ۱۹۳۰) یک رمان‌نویس، و موسیقی‌شناس اهل فرانسه است. وی عضو فرهنگستان فرانسه بود.
وی همچنین برنده جوایزی همچون جایزه بزرگ رمان فرهنگستان فرانسه (۱۹۹۳) شده است.